# حجيلاء (القويعية)
حجيلاء، هي قرية من فئة (ب) تقع في محافظة القويعية، والتابعة لمنطقة الرياض في السعودية. وتبعد حجيلاء عن محافظة القويعية بمسافة تقارب () كم.